# کاریا، آیچی
کاریا، آیچی از شهرهای استان آیچی ژاپن است که جمعیت آن در ۱ ژانویه ۲۰۰۸ ۱۴۵٬۱۱۷نفر بوده‌است.